# Evocatio

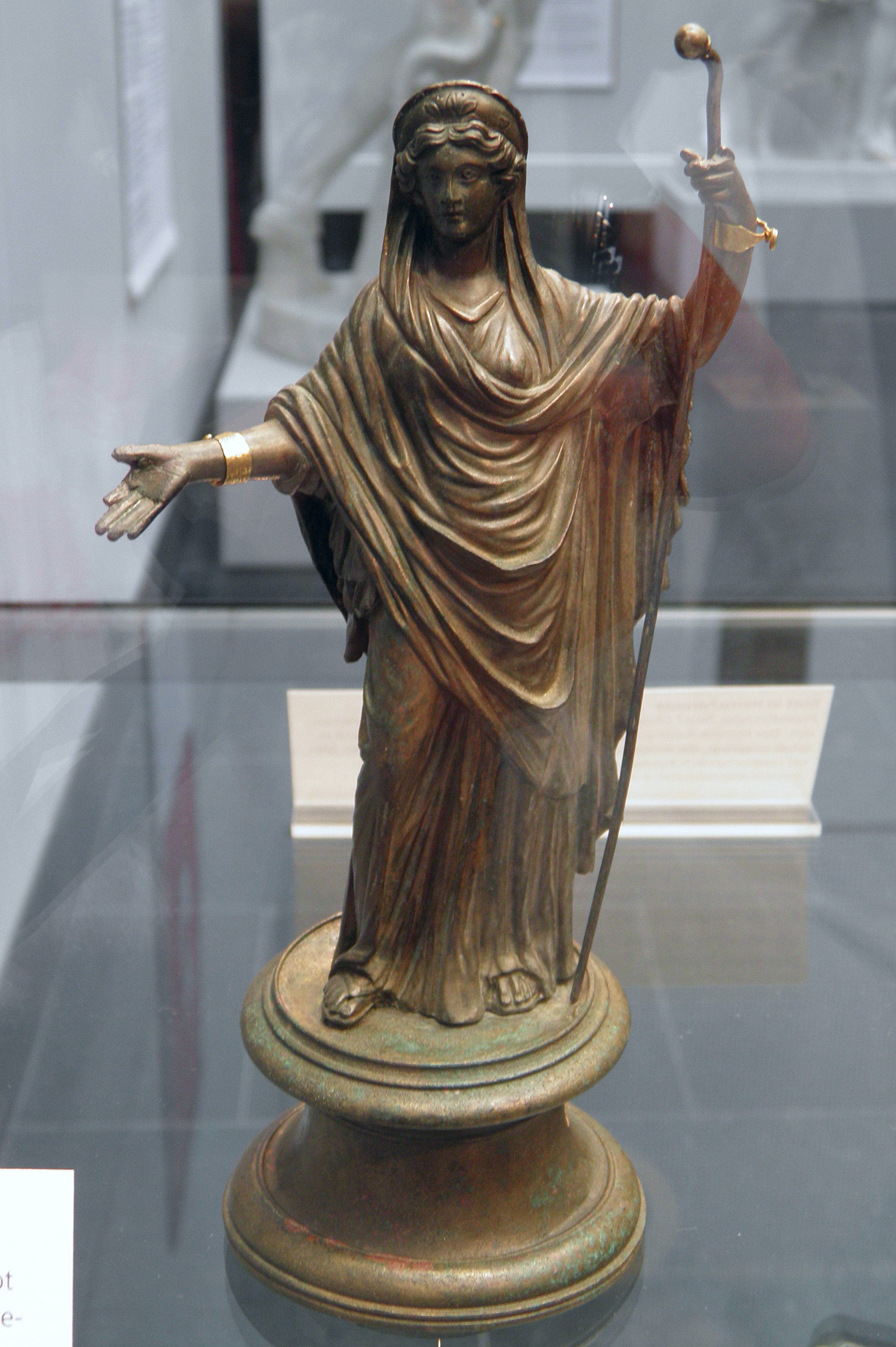
Bronze-Statuette der Juno Regina, deren religiöser Kult durch eine Evocatio von Veji nach Rom gelangt sein soll. Spätes Zweites Jahrhundert u. Z., Staatliche Antikensammlungen, München

Evocatio, von lateinisch e-voco oder e-vocare, bezieht sich auf ein „Heraus-, Herbeirufen“ der lokalen Götter eines Gebiets, insbesondere auch die Toten der Unterwelt herbeizurufen, um sie zum Erscheinen zu veranlassen. Ferner bezeichnete der Begriff Evocatio die Rückberufung ehemaliger, bereits entlassener Legionäre in den Dienst der Legion des Römischen Reiches, siehe dazu Evocatus. Die Evocatio als „Vorladung“ war auch ein Begriff römischen Rechts ohne offensichtlichen Bezug zu ihrem magisch-religiösen Aspekt, der bis heute in der Rechtswissenschaft als Fachbegriff eine Rolle spielt.

## Religiöse Bedeutung in der Antike
Der Ausdruck „einen Gott herbeirufen“ ist vom 1. Jahrhundert v. Chr. bis zum 6. Jahrhundert belegt. Vornehmlich bezeichnete dieser Brauch die antike Praxis, die Schutzgottheit einer belagerten Stadt durch eine magische Beschwörung heraus zu locken, um ihr eine neue Unterkunft in Rom anzubieten, und die belagerte Stadt damit sozusagen ihrer Existenzgrundlage zu berauben. Aus diesem Grund wurde der Name der Schutzgottheit der Stadt Rom sowie der tatsächliche, eigentliche Name dieser Stadt in der Antike geheim gehalten, um den Feinden die Verfluchung unmöglich zu machen.
Als Taktik der psychologischen Kriegsführung untergrub die Evocatio das Selbstbewusstsein des Feindes, bedrohte die Heiligkeit seiner Stadtmauern (→ Pomerium) und andere Formen des göttlichen Schutzes. Gewöhnlich war die Evocatio jedoch nur eine Methode, die ansonsten frevlerische Plünderung sakraler Gegenstände  zu legitimieren.